# 光速変動理論
光速変動理論（こうそくへんどうりろん）とは、ポルトガル出身の物理学者ジョアオ・マゲイジョが提唱した理論である。現在、光速は観測者の速度によらず不変であるとされている（光速度不変の原理）。しかし、この理論では、宇宙初期の光速は現在よりも速かったと考える。この理論が地平線問題を解決する理論としてインフレーション理論に代わるものとなる可能性がある。